# Santos (Mação)

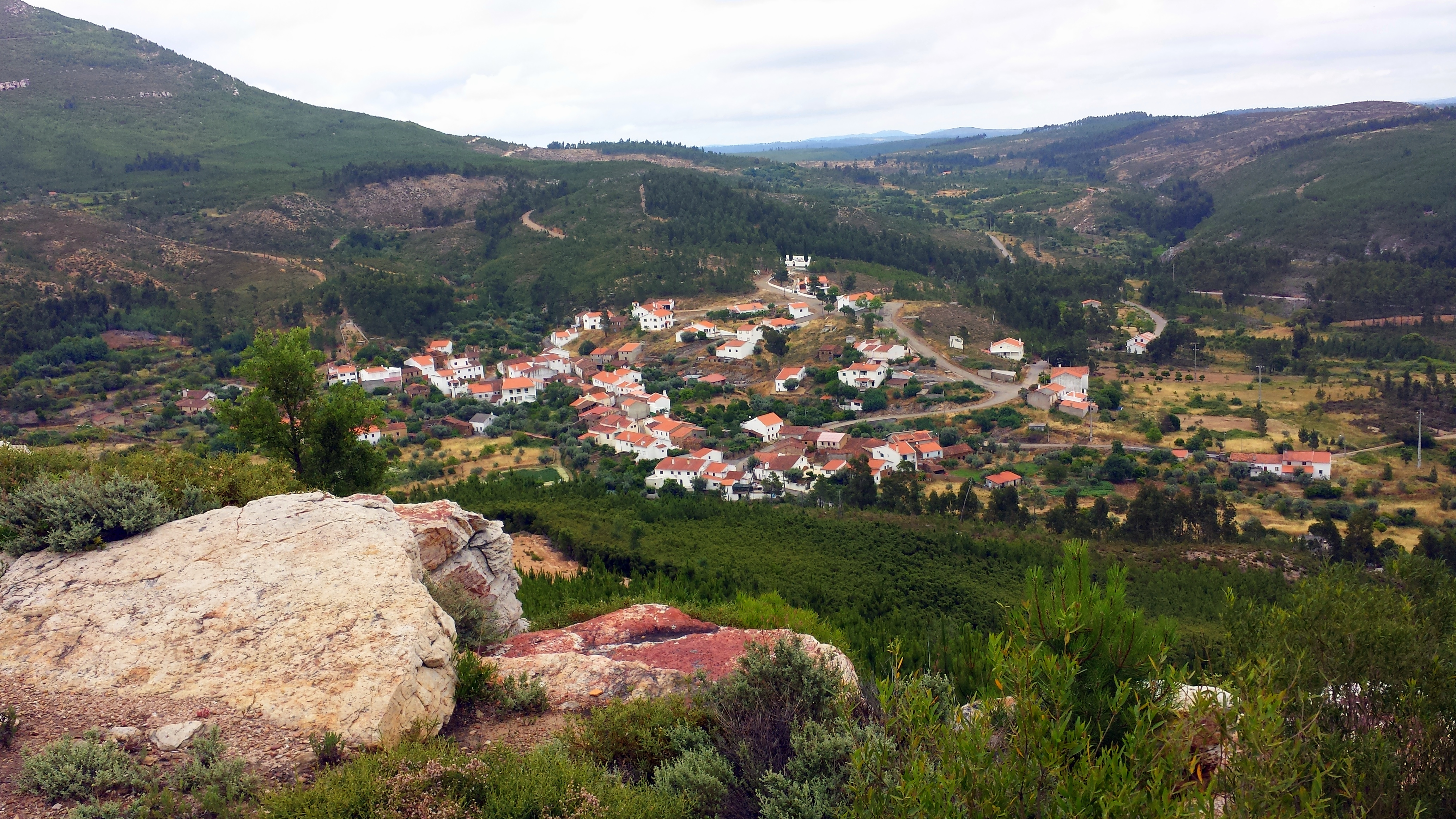
Aldeia de Santos, Mação, Santarém.

Santos é uma aldeia na antiga Freguesia de Mação, no Município de Mação, na antiga provincía da Beira Baixa e actual Distrito de Santarém. A aldeia encontra-se perto da aldeias de Caratão, Brejo Grande e Castelo, sendo conhecida pela lenda de São Gens.

## Geografia
A aldeia de Santos localiza-se na antiga Freguesia de Mação, Município de Mação, Distrito de Santarém, antiga província da Beira Baixa. Encontra-se no sopé da serra do Bando dos Santos, tem uma população cerca de 35 pessoas.

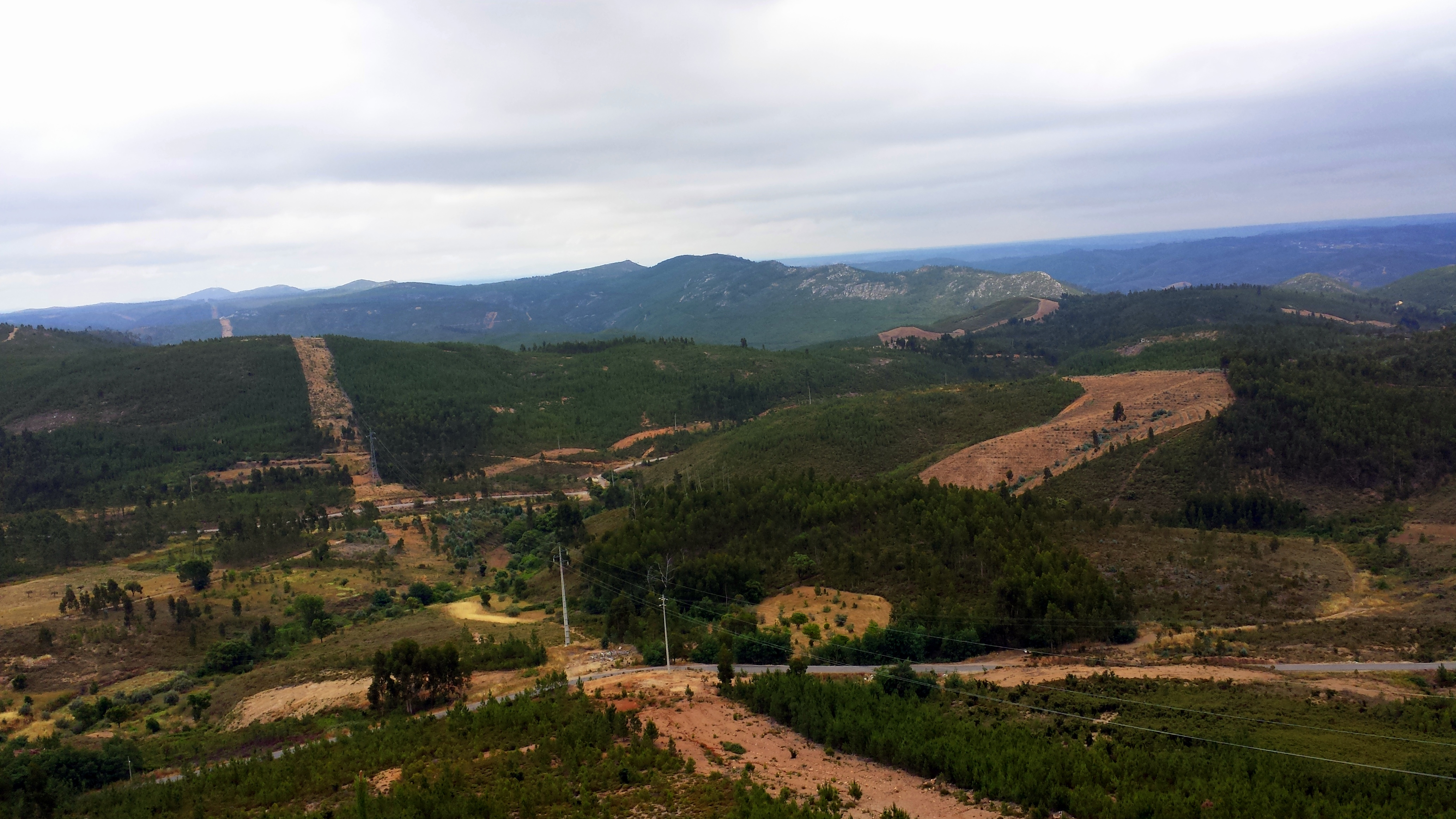
Vista das serras em São Gens.

## História
Os primeiros registos da aldeia de Santos aparecem em 1527, quando D. João III mandou fazer o recenseamento da população de todo o país. Registaram-se 6 "vizinhos" na aldeia de Santos. Já em 1940, durante o Estado Novo, a aldeia de Santos registava uma população de 346 habitantes.

## Património
- Associação Recreatiava e Cultural dos Santos (Casa do Povo)
- Igreja
- Fontanário
- Cemitério

## Cultura

### Festas, Procissõees e Romarias
Festa de S. Gens - 11 de Janeiro. No sábado mais próximo do dia 11, uma procissão sai da capela de Santos, ao som de cânticos. Os romeiros levam um andor com a imagem do santo e sobem em direcção à ermida de S. Gens, onde é celebrada missa e se bezem os pães contra o fastio. No final, come-se o pão oferecido.

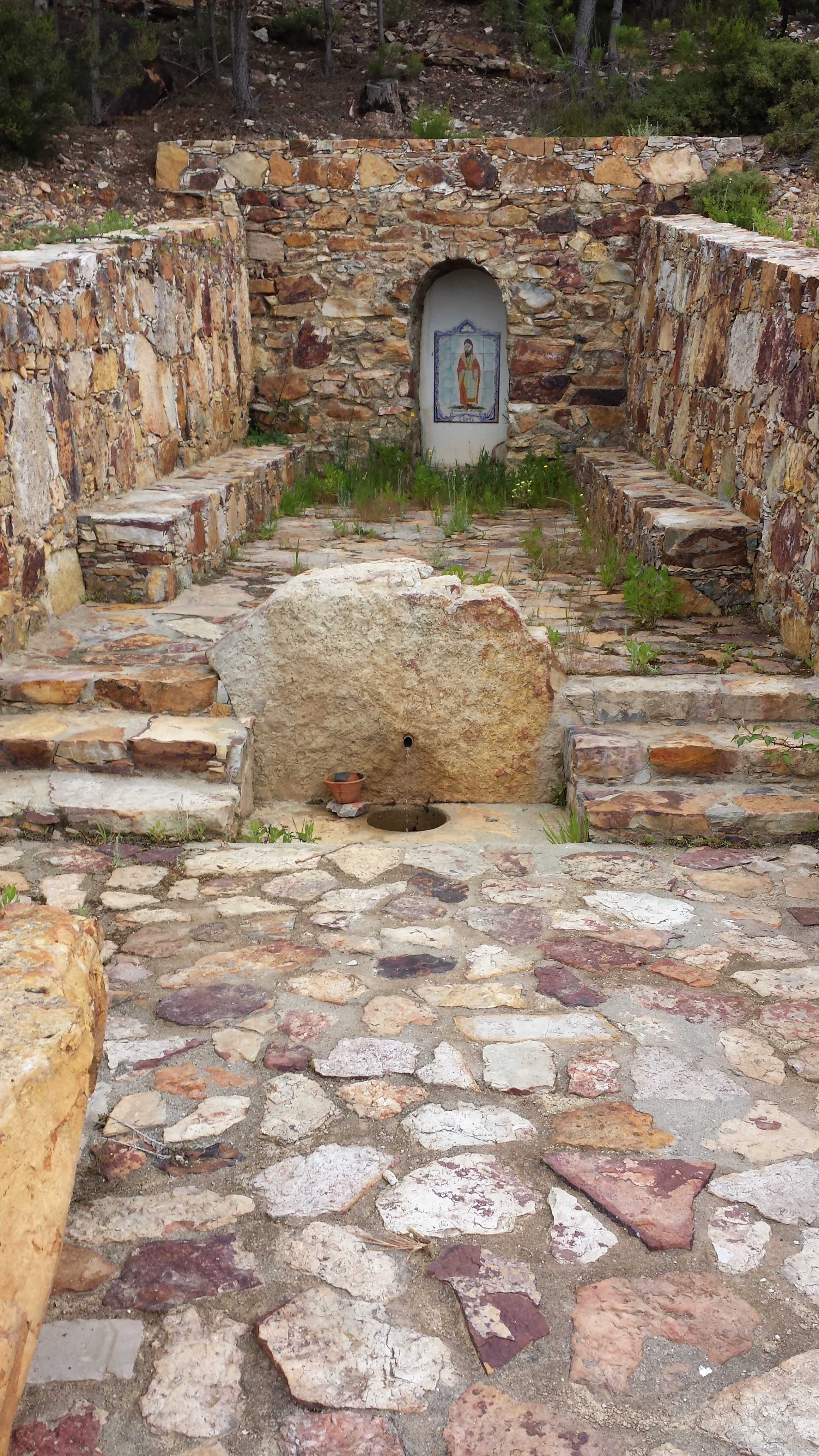
Fonte de São Gens.

## Galeria

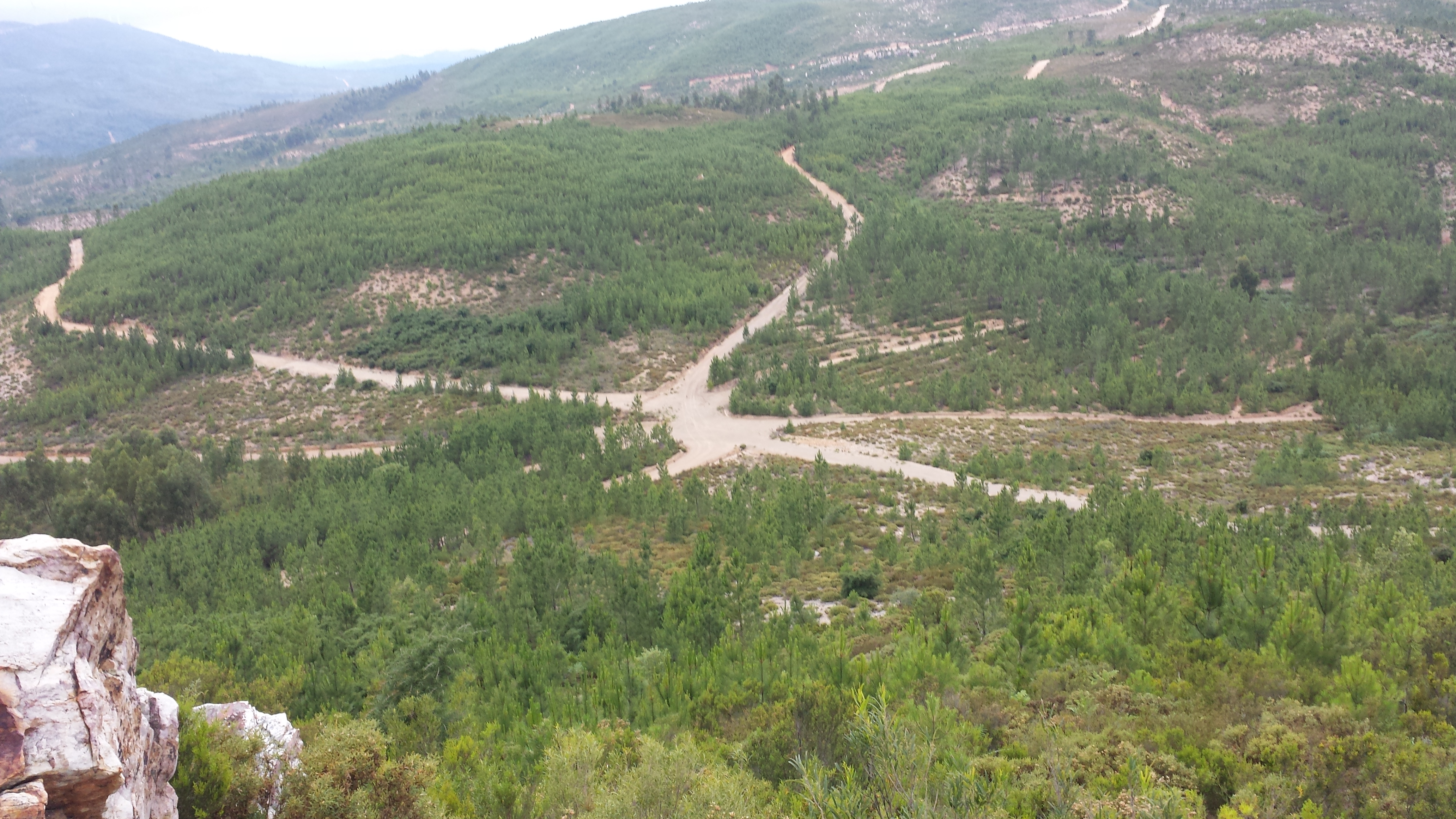
Estradão com 8 caminhos em Santos, Mação.

- Ficheiro:Casaavos.JPG
- Ficheiro:Santoschurch.jpg
- Ficheiro:OldHouseSantos.jpg